# Centre Hills
Centre Hills är kullar och ett naturreservat i Montserrat (Storbritannien). De ligger i parishen Parish of Saint Georges, i den centrala delen av Montserrat.